# Ateneu Romeno
O Ateneu Romeno (em romeno: Ateneul Român) é uma sala de concerto situado no centro histórico de Bucareste, a capital da Roménia na Avenida da Vitória e na Praça da Revolução. É um edifício de estilo neoclássico e eclético, com muitas influências da arquitetura francesa do final do século XIX. Foi inaugurado em fevereiro de 1888 ou 1889 e restaurado na primeira metade da década de 2000. É a sede da Orquestra Filarmónica George Enescu e um dos locais principais do Festival Internacional de Música George Enescu.

## Arquitetura
A fachada principal, de estilo neoclássico, é dominada por uma grande cúpula com 41 metros de altura. Tem a aparência dum templo jónico, com seis colunas frontais com 12 metros de altura e duas laterais. Estas oito colunas  têm proporções semelhantes às das colunas do templo de Erecteion, na Acrópole de Atenas. Em volta da cúpula estão escritos em relevo os nomes de figuras proeminentes da cultura romena, como Miron Costin, Gheorghe Șincai, Demétrio Cantemiro, Ion Heliade Rădulescu e Timotei Cipariu, entre outros. Sob o peristilo há cinco medalhões representando cinco grandes governantes dos principados antecessores da Roménia moderna: Neagoe Bassarabe (r. 1512–1521), Alexandru cel Bun (r. 1400–1432), Matei Basarab (r. 1632–1654), Vasile Lupu (r. 1634–1653) e Carlos I (r. 1866–1881).
A entrada principal dá para um vestíbulo circular, cercado por doze colunas dóricas em mármore de Carrara, onde quatro escadarias monumentais góticas em espiral, igualmente em mármore de Carrara ligam as diversas secções do auditório. Este tem 28,5 metros de diâmetro e 16 m de altura. A plateia tem 600 lugares e os camarotes 52. A lotação total é cerca de 794 espectadores. Por iniciativa de Alexandru Odobescu, a abóbada do auditório tem decorações com motivos zoológicos, vegetais e antropomórficos em relevo dourado policromado, reminiscentes dos contos de fadas romenos.
Nas paredes há um grande fresco, da autoria de Costin Petrescu, com 75 m² e 3 metros de largura, com a representação de 25 episódios significativos da história dos romenos, desde a conquista da Dácia por Trajano no século II d.C. até à unificação do país no século XX. Costin Petrescu foi também o autor dos mosaicos exteriores do Ateneu.
No exterior do edifício, em frente à fachada principal, há um jardim arborizado, com flores e relva, que tem uma estátua de bronze do poeta nacional Mihai Eminescu, executada em 1963 por Gheorghe D. Anghel.

## História e arquitetura
O Ateneu foi construído por iniciativa da Sociedade Filarmónica Romena, uma instituição fundada em em 1868. Um dos membros dessa sociedade, o médico, naturalista e político Constantin Esarcu liderou a organização duma subscrição pública nacional para reunir o dinheiro necessário para a construção. O slogan dessa subscrição — "Dê um leu para o Ateneu" (Dați un leu pentru Ateneu) — ainda hoje é conhecido. Por indicação de Charles Garnier, o arquiteto da Ópera Garnier de Paris, o projeto do Ateneu foi da autoria do arquiteto francês Albert Galleron, que coordenou uma equipa de arquitetos romenos. O edifício foi construído sobre as fundações dum picadeiro hípico coberto da Sociedade Equestre Romena, em terrenos que tinham pertencido à família Văcărescu, o que está na origem a forma circular do auditório, o que, além de não ser uma desvantagem, contribui para originalidade do edifício. As obras decorreram em duas fases, a primeira de 1886 a 1889 e a segunda entre 1893 e 1897. Na primeira fase foi construído o corpo principal e na segunda a parte traseira.

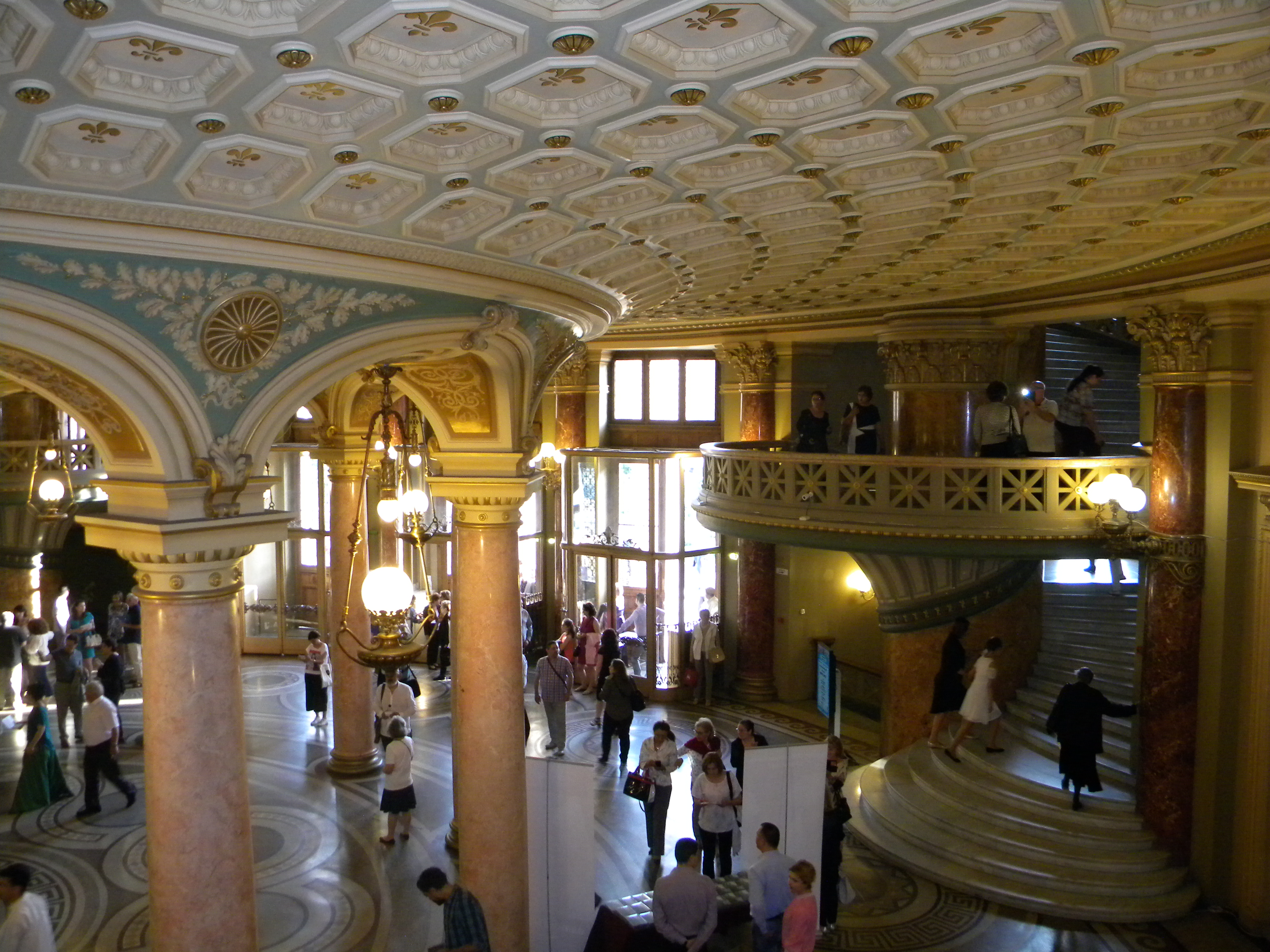
Interior do salão de entrada

Durante a ocupação alemã na Primeira Guerra Mundial, o Ateneu foi a sala de concerto do estado-maior do general von Falkenhayn, além de servir como paiol de munições. Quando os alemães retiraram em novembro de 1918, encontrava-se severamente degradado. Foi depois restaurado[carece de fontes?] e nele foi instalado o parlamento romeno. Em 29 de dezembro foi no Ateneu que se realizou a cerimónia solene em que se votou a ratificação das declarações de união dos conselhos populares da República Democrática da Moldávia, da Transilvânia e da Bucovina com a Roménia, que até então incluía apenas a Valáquia, o que é atualmente a Moldávia romena e a Dobruja do Norte.[carece de fontes?]
O fresco histórico de Costin Petrescu, foi pintado entre 1933 e 1938. Na última sequência, que mostrava o país na década de 1930, o então rei Carlos II, apresentado como o rei da cultura e patrono da ciência, literatura, arte, agricultura e indústria, aparecia no meio do povo com o seu herdeiro Miguel. A imagem do rei Carlos foi removida, tendo sido substituída por figuras do povo, provavelmente na época do ditador pró-nazi Ion Antonescu, que na prática depôs Carlos II. Durante a era comunista, o fresco foi tapado com veludo vermelho entre 1948 e 1966, para ocultar o papel da monarquia na história nacional e por estar impregnado de "nacionalismo burguês", nomeadamente por mostrar camponeses ajoelhados diante do rei Fernando e evocar, entre outras coisas, a Bessarábia perdida para a União Soviética.[carece de fontes?]

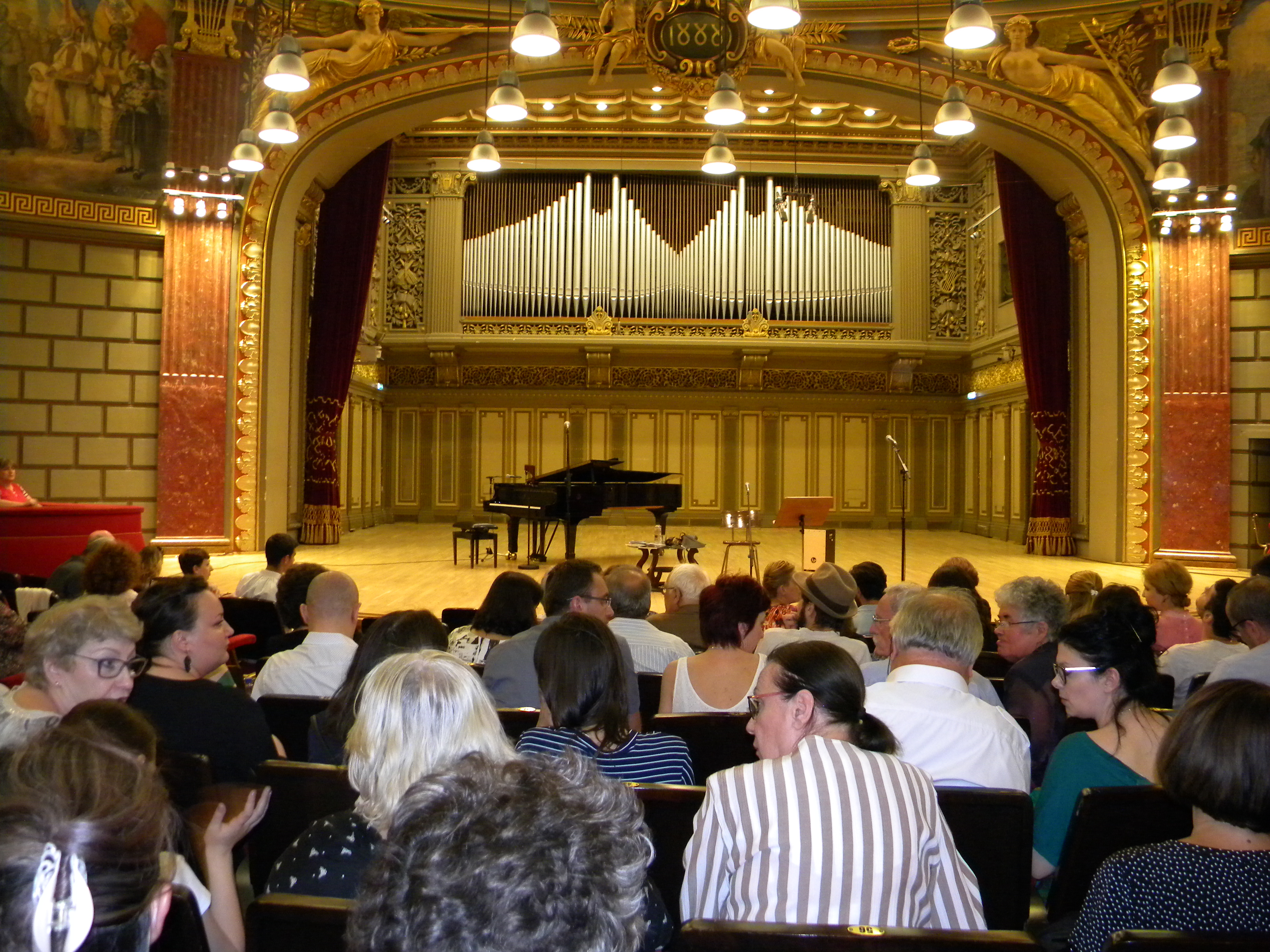
Palco

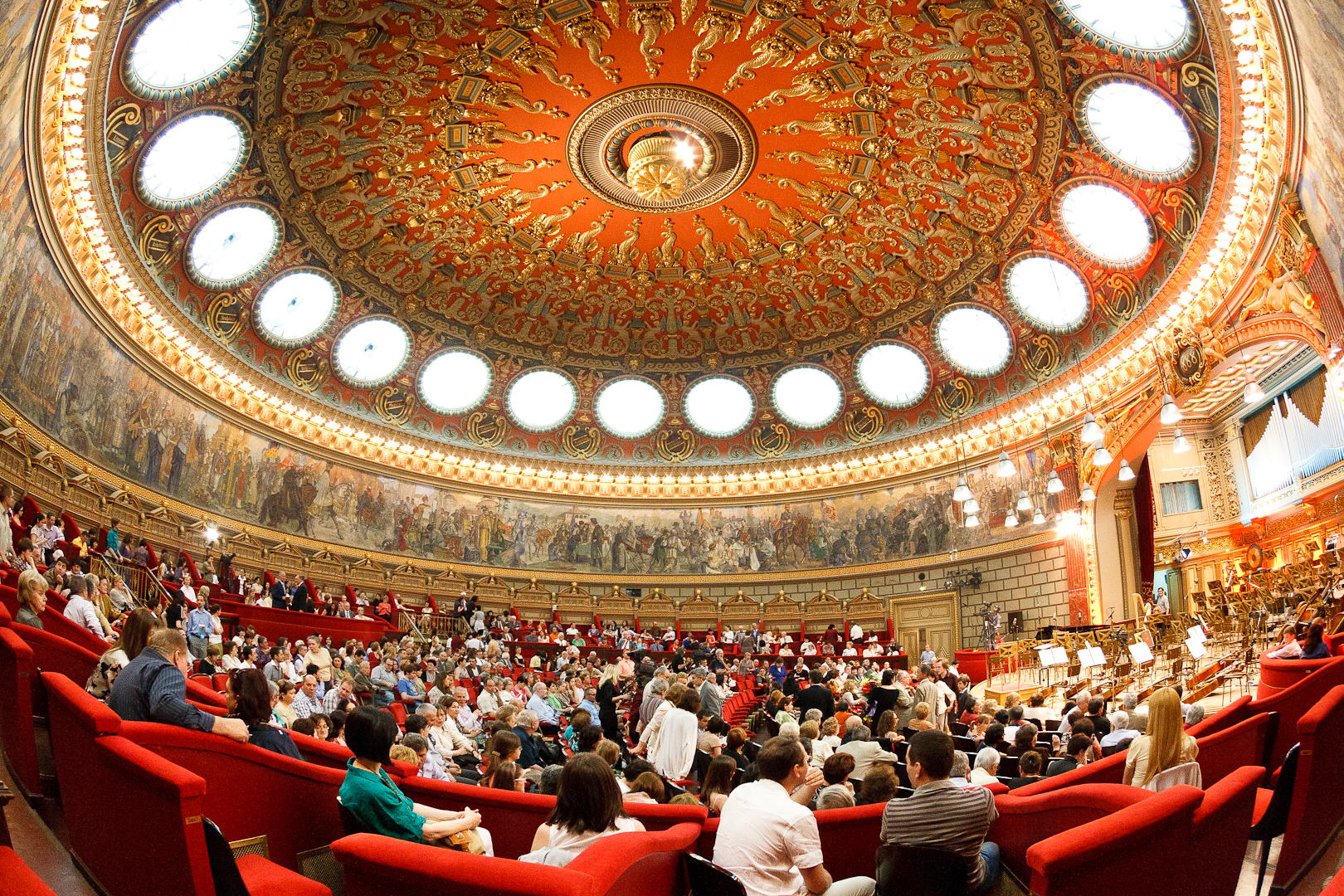
Sala de concerto

Em 1935, por iniciativa de George Enescu, foram reunidos fundos para a construção de um órgão na parte traseira do palco, o qual foi construído pela empresa alemã E. F. Walcker & Cie (fundada por Eberhard Friedrich Walcker, que em 1910–1912 tinha construído o órgão da Igreja Evangélica de Bucareste) e inaugurado em abril de 1939.
Os bombardeamentos bombardeamentos aéreos britânicos e americanos de 1944 danificaram o edifício, que foi depois foi restaurado com fundos recolhidos por subscrição pública, durante a qual foi novamente usado o slogan "Dê um leu para o Ateneu". Antes da era comunista, no jardim havia numerosas estátuas de figuras proeminentes da história e cultura romenas, que foram removidas. A estátua de Mihai Eminescu que estava no jardim, da autoria do escultor francês Alfred Boucher, foi transladada em 1950 para a Avenida da Vitória. Depois da queda do regime comunista em 1989, o Ateneu foi novamente restaurado e modernizado entre 1994 e 2004 sob a direção das arquitetas Ana Braniște, Raluca Nicoară e Gabriela Mindu, tendo sido reaberto em 2005, para a 17.ª edição do Festival Internacional George Enescu. As obras incluíram o restauro do fresco de Petrescu.

## Classificação como monumento
O Ateneu Romeno está inscrito na Lista de Monumentos Históricos desde 2004 com o código LMI B-II-m-A-18789, como monumento arquitetónico de primeira importância, de valor nacional e universal. Está também protegido pela Lei n.º 5/2000, por ser considerado um um monumento histórico de valor nacional excecional. Em março de 2007, por ocasião das comemorações do cinquentenário do Tratado de Roma, pelo qual foi fundada a Comunidade Económica Europeia, antecessora da União Europeia, o Ateneu foi classificado como Património Europeu, uma classificação atribuída a bens culturais de grande importância histórica, cultural e política que constituem um testemunho da história da Europa.